# Bicunim
Uma bicunim (termo usado no português de Goa), bhikkhunī (páli) ou bhikṣuṇī (sânscrito) é a mulher ordenada na vida monástica no budismo. O seu equivalente masculino é denominado bico. Tanto bicos quanto bicunins vivem conforme o vinaia, um conjunto de regras. Até recentemente, as linhagens de mulheres monjas haviam permanecido somente no budismo maaiana, sendo assim prevalentes em países como China, Coreia, Taiwan e Vietnã mas há algumas mulheres que fizeram os votos monásticos pelas linhagens teravada e vajrayana nos últimos anos. Sob a perspectiva conservadora, nenhuma das ordenações contemporâneas de bicunins é válida.
No budismo, as mulheres são consideradas igualmente capazes de atingir o nirvana comparadas aos homens. De acordo com as Escrituras budistas, a ordem das bicunins foi criada pela primeira vez pelo próprio Buda a pedido de sua tia e mãe de criação, Mahapajapati Gotami, que se tornou a primeira monja ordenada. Um famoso trabalho que faz referência a bicunins que atingiram a iluminação é o therigata, presente no cânone páli.

## História
A tradição de comunidade monástica ordenada (sanga) começou com o próprio Buda, que estabeleceu uma ordem de bicos (monges). De acordo com as Escrituras, mais tarde, após uma relutância inicial, ele também estabeleceu uma ordem de bicunins (monjas). Entretanto, de acordo com o registro, não apenas o Buda estabeleceu mais regras de disciplina para as bicunins (311 regras, comparadas às 227 dos bicos de acordo com a tradição teravada), ele também tornou mais difícil a ordenação delas e as fez subordinadas aos monges. A ordem das bicunins foi estabelecida cinco anos após a dos bicos, a pedido de um grupo de mulheres cuja porta-voz era Mahapajapati Gotami, a tia que criou Sidarta Gautama após a morte d mãe.
A historicidade desse relato tem sido questionada, às vezes ao ponto de se considerar as monjas como invenção posterior. As histórias, dizeres e atos de várias discípulas bicunins de Buda, assim como várias relevantes bicunins dos primórdios do budismo estão registrados em vários lugares do cânone páli.
De acordo com Peter Harvey, "a aparente hesitação de Buda nesse assunto é reminiscente de sua hesitação em ensinar, em todos os aspectos", algo que ele só fez após persuasão de vários devas. Em função de as regras especiais terem sido estabelecidas pelo fundador da religião, elas têm sido mantidas até a atualidade. Mas há budistas preocupados com esse fato, como foi demonstrado no Congresso Internacional do Papel Feminino no Budismo na Sanga, realizado na Universidade de Hamburgo, Alemanha, em 2007.
No Budismo, as mulheres podem abertamente aspirar a praticar alcançar o mais alto nível de realização espiritual. O budismo é único entre as religiões indianas no fato de que seu fundador declara expressamente na literatura canônica que as mulheres são igualmente capazes de atingir o nirvana em relação aos homens e que podem atingir sem restrições todos os quatro estágios da iluminação. Não há equivalente nas outras tradições, ainda que registros no Therigatha ou nos Apadanas falem de altos níveis de realização espiritual pelas mulheres.
No mesmo sentido, sutras canônicos maaianas, tais como o Sutra do Lótus, capítulo 12, relate 6000 bicunins arhantis recebendo previsões de se tornarem bodisatvas e eventualmente a própria condição de iluminação atingida por Gautama Buda.

### Os OitoGarudharmas
Às mulheres que se dedicam à vida monástica se exige a obediência a regras especiais às quais os homens na vida monástica não seguem, os oito garudharmas. Sua origem é  incerta. Buda é citado por Thannisaro Bhikkhu como tendo dito: "Ananda, se Mahaprajapati Gotami aceitar os oito votos de respeito, isto será sua ordenação maior (upasampada)." Certos estudiosos contemporâneos apontam problemas textuais na referência e disputam sua factualidade. De acordo com as escrituras, Buda teria justificado suas ações que a admissão de mulheres na sanga acabaria por enfraquecê-la e encurtaria a sua história em cinco séculos. Esta profecia ocorre somente uma vez no Cânone e nele é a única visão que menciona tempo.
In Young Chung nota que a sociedade descrita no Vinaia sempre tratou mais duramente as bicunins, denominando-as com termos pejorativos: "Este tratamento mais duro (que também incluía estupro e agressão física) das bicunins exigia maior proteção. Dentro dessas condições sociais, Gautama Buddha abriu novos horizontes para as mulheres fundando a sanga das bicunins. Este avanço social e espiritual para mulheres estava à frente de seu tempo e, assim sendo, trouxe muitas objeções dos homens, incluindo os bicos. Ele provavelmente estava bem consciente da controvérsia que seria causada pelo assédio a suas discípulas."
O Vinaia não permite qualquer relação de poder entre os monges e as monjas. Dhammananda Bhikkhuni escreve:
As monjas no tempo de Buda tinham direitos iguais e um quinhão igual em tudo. Em um caso, oito mantos foram oferecidos às duas sangas, num lugar onde havia apenas uma monja e quatro monges. Buda dividiu os mantos meio a meio, dando quatro à monja e quatro aos monges, porque os mantos eram destinados às duas sangas e tinham de ser divididos de forma equânime para cada grupo. Como as monjas recebiam menos convites para visitar as casas dos leigos, Buda fez com que todas as ofertas trazidas ao monastério fossem igualmente divididas entre as duas sangas. Ele protegeu as monjas e buscava ser justo com os dois grupos. Elas estavam subordinadas no sentido de serem irmãs mais novas diante dos irmãos mais velhos, não no sentido de serem escravas diante dos mestres.
Ian Astley argumenta que, sob as condições da sociedade da época, na qual havia muita discriminação e ameaças às mulheres, Buda não poderia ser culpado por ter tomado as medidas que tomou para salvaguardar a Sanga da opinião pública negativa:
Naquele tempo (e isto ainda se aplica em boa parte à atual sociedade indiana) uma mulher que tivesse abandonado a vida familiar e doméstica seria de qualquer outra forma vista como uma meretriz e sujeita ao assédio destinado a esse tipo de pessoa. Ao serem formalmente associadas aos monges, as monjas foram capazes de desfrutar dos benefícios de deixarem a vida doméstica e familiar sem incorrerem em maiores riscos. Ao mesmo tempo que isto é abominável, como qualquer pessoa civilizada consideraria, as atitudes e o comportamento para com as mulheres baseassem a necessidade para tal proteção, perde-se o contexto ao criticar Buda e sua comunidade por terem adotado esta política específica.

## Tornando-se uma bicunim

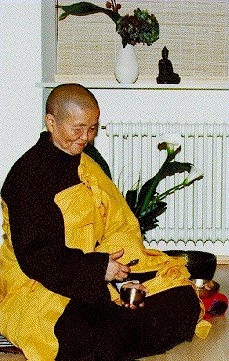
Chân Không, bicunim de uma escola budista, a Order of Interbeing

A progressão até atingir a ordenação para bicunim é realizada em quatro estágios. Uma pessoa leiga inicialmente segue os Cinco Preceitos. O estágio seguinte é adentrar o pabbajja (sânscrito: pravrajya), i.é, o modo monástico de vida, que incluir o uso das vestimentas dos monges. Após, vem a condição de śrāmaṇerī (uma espécie de noviciado). A etapa final é a ordenação maior, completa, tornando-se uma bicunim.

## Gelongma
Gelongma (em tibetano: Wylie: dge slong ma) é um termo da língua tibetana para as monjas que obdecem às regras estabelecidas no vinaia. Ainda que o número exato de regras a obedecer varie conforme a escola budista e mesmo dentro de cada linhagem monástica, geralmente as monjas budistas obedecem a um conjunto de 360 regras, enquanto os monges obedecem a 265 regras.
Uma getsulma (em tibetano: Wylie: dge tshul ma) é uma śrāmaṇerikā ou noviça, um nível de preparação monástico que precede à tomada dos votos na ordenação maior. Os noviços, tanto homens quanto mulheres, aderem as 25 principais votos. Um leigo ou monge que ainda não atingiu a maioridade pode adotar os Cinco Votos chamados "aproximando-se da virtude" (em tibetano: Wylie: dge snyan). Estes cinco votos podem ser praticados como monges, que mantêm o celibato, ou como leigo, onde os casados mantêm a fidelidade.
Iniciando-se do noviciado, alguns optam por levar quarenta anos para chegar até à ordenação completa. Outros, por sua vez, adotam os votos de getsulma e gelongma  no mesmo dia, praticando-os desde o princípio.

## Tradição no sul e no leste da Ásia

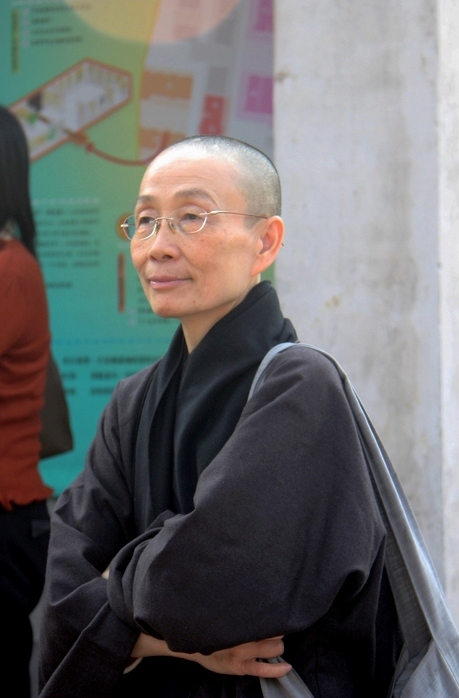
Uma bicunim taiwanesa, membro da linhagem de ordenação Dharmaguptaka.

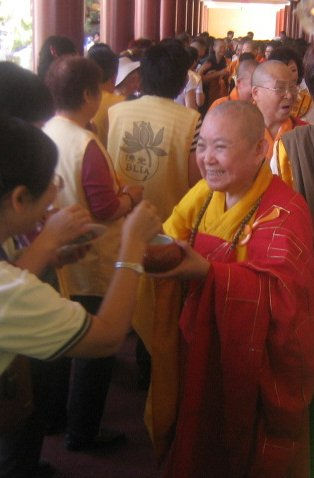
Uma bicunim de alta posição na hierarquia datradição chinesa do budismo durante um momento para a entrega de doações.

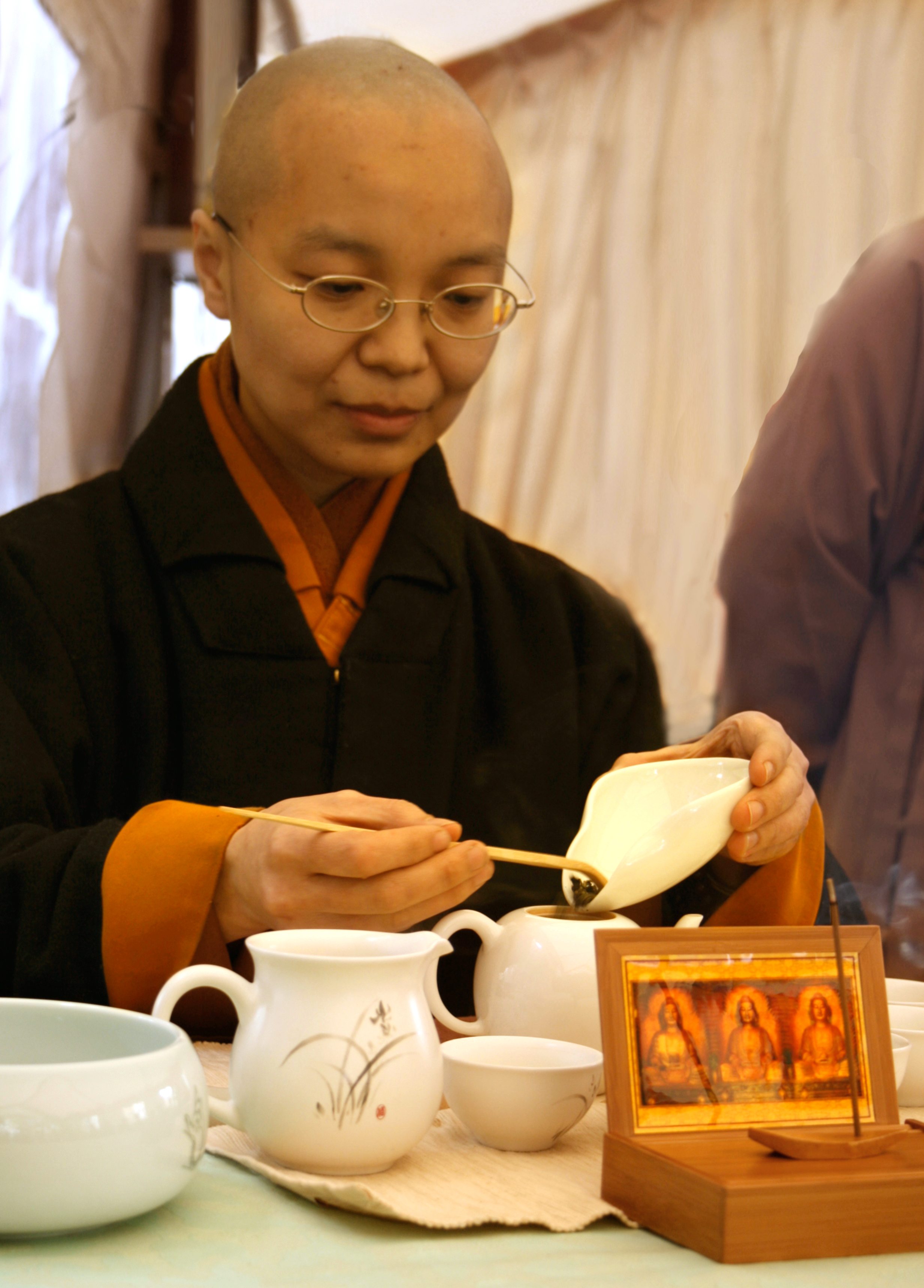
A ordenação completa de bicunins é comum na linhagem Dharmaguptaka. Vesak, Taiwan.

A tradição floresceu por séculos em todo o sul e leste da Ásia, mas acabou descontinuada na tradição teravada de Sri Lanka no século XI. Sobreviveu na Birmânia até o século XIII, também se extinguiu por lá. Ainda que comumente se diga que essa tradição jamais tenha sido levada a lugares como Tailândia, Laos, Camboja ou Tibete, há evidências históricas substanciais do contrário, especialmente na Tailândia.
Contrariamente a isso, a tradição maaiana de lugares como China, Coreia, Vietnã, Taiwan e Hong Kong manteve a ordenação de mulheres; assim sendo, as monjas são bhikṣuṇīs completas.
No Japão do século XIII, Mugai Nyodai foi ordenada como a primeira abadessa e assim a primeira mestre Zen. Prajñātārā é a vigésima-sétima inka Zen: acredita-se que ela tenha sido uma mulher.

## No budismo teravada
Na forma tradicional da tradição teravada, a ordenação das bicunis é quase idêntica à dos monges, incluindo a raspagem da cabeça, das sobrancelhas e o uso de mantos na cor açafrão. Em alguns países, as monjas usam mantos escuros ou na mesma cor que os monges. No entanto, nessa tradição, parte dos estudiosos crê que a linhagem extinguiu-se entre os séculos XI e XIII e que novas bicunins não podem ser ordenadas, uma vez que não há mais monjas para fazer a ordenação. Por esta razão, a liderança teravada na Birmânia e na Tailândia consideram a ordenação maior de bicunins algo impossível: "direitos iguais para homens e mulheres são negados pelo conselho eclesiástico. Nenhuma mulher pode ser ordenada como monja budista teravada na Tailândia. O conselho publicou uma diretiva nacional advertindo que qualquer monge que ordene monjas será punido." No sentido contrário, baseando-se na continuidade da linhagem das monjas em lugares como China, Taiwan, Coreia, Vietnã, Japão e Sri Lanka, outros estudiosos apoiam a ordenação de bicunins na tradição teravada.
Sem que a ordenação lhes esteja disponível, as mulheres tradicionalmente fazem votos limitados para viverem como renunciantes. Essas mulheres buscam seguir uma vida baseada nos ensinamentos do Buda. Elas observam os preceitos, mas não seguem exatamente os mesmos códigos das bicunins ordenadas e, ainda que recebam reconhecimento popular por seu papel, não recebem endosso oficial e nem o apoio educacional oferecido aos monges. Algumas tornam-se cozinheiras, enquanto outras ensinam meditação.
Mantos brancos ou rosa são usados pelas mulheres renunciantes seguidoras da tradição teravada que não receberam a ordenação. Essas mulheres são conhecidas como dasa sil mata no budismo cingalês, thilashin no budismo birmanês, maechi no budismo tailandês, guruma no Nepal e no Laos e siladharas no Monastério Budista Amaravati na Inglaterra.
Chatsumarn Kabilsingh, agora conhecida como Dhammananda Bhikkhuni, é uma estudiosa tailandesa que recebeu a ordenação no Sri Lanka e retornou a seu país de origem, que proíbe a ordenação de mulheres e pune tal prática com prisão. Ela é considerada uma pioneira por muitas pessoas na Tailândia.

## Restabelecendo a ordenação feminina
Em julho de 2007, estudiosos e líderes do budismo de todas as tradições reuniram-se no Congresso Internacional do Papel das Mulheres Budistas na Sanga, em Hamburgo, Alemanha, de modo a se trabalhar por um consenso mundial no restabelecimento da ordenação das bicunim. Num total de 65 delegados, bicos e bicunins, mestres da vinaya e anciãos de países tradicionalmente budistas, assim como estudiosos ocidentais do budismo participaram do encontro. O relatório final do Congresso declara que os delegados "estavam em concordância unânime de que a ordenação das bhikshuni (bicunins) deve ser restabelecida", citando o apoio integral do Dalai-lama à ordenação das mulheres: ainda em 1987, o 14º Dalai-Lama havia exigido o restabelecimento da ordenação maior das monjas no Tibete.

### Preocupações acerca da linhagem e da legitimidade
A única linhagem ininterrupta de ordenação de mulheres existente é a  Dharmaguptaka, seguida no Budismo da Ásia Oriental. As monjas dessa tradição participaram da ordenação de monjas de outras linhagens (p.ex. teravada), onde a presença de monjas é pré-requisito para que novas monjas sejam ordenadas.
No entanto, isto se torna problema do ponto de vista legalista, uma vez que uma mulher seguidora de determinada linhagem do budismo ordenada por outras mulheres de uma linhagem distinta invalida a noção de linhagem. Sob esse prisma, monjas não autênticas não podem ordenar outras mulheres em sua própria tradição e assim, torna-se impossível restabelecer validamente a ordenação de bicunins em linhagens extintas.

#### Resposta às críticas
Entretanto, o monge alemão Bhikkhu Analayo, que participou do Congresso de Hamburgo em 2007, defendeu a possibilidade de que os monges sozinhos ordenem as monjas caso necessário. Ao avaliar as atitudes descritas em relação as monjas nos primeiros textos budistas e a história da fundação da ordem das bicunins, ele advoga a validade contínua da "ordenação única" (isto é, apenas por monges), que representa um ponto de controvérsia nas tradições teravada e tibetana do budismo.

## Discriminação contra as monjas
Em março de 1993, durante uma reunião em Dharmasala, Sylvia Wetzel falou ao Dalai Lama e outros líderes sobre o viés sexista das práticas, imagens e ensinamentos budistas.
Dois monges anciãos apoiaram-na, confirmando a prática da discriminação conforme as próprias experiências. Ajahn Amaro, uma bicunim teravada do monastério budista de  Amaravati, disse: "ver que as monjas não recebem o mesmo respeito dado aos monges é muito doloroso. É como ter uma lança perfurando o coração".

## Poemas
Há na coleção de poemas denominada Therigatha os Versos das Monjas Anciãs e uma coleção menos conhecida denominada Discursos das Monjas Anciãs.